# إريك بوغوسيان
إريك بوغوسيان (بالإنجليزية: Eric Bogosian)‏ مواليد 24 أبريل 1953 في ماساتشوستس، الولايات المتحدة، هو ممثل وكاتب مسرحي أمريكي بدأ مسيرته الفنية سنة 1983. فاز بزمالة غوغنهايم.

## الأعمال

### أفلام
- ملائكة تشارلي: خنق كامل (2003)
- بليد: الثالوث (2004)
- ثائر في حقل الشوفان (2017) (بدور: هارولد روس)

### مسلسلات
- لاري ساندريس شو (1993)
- سكرابز (2003)
- القانون والنظام: النية الإجرامية (2006)
- ذا غود وايف (2014)
- الإبتدائية (2015)
- المليارات (2017) (بدور: لورنس بويد)

## روابط خارجية
- إريك بوغوسيان على موقع IMDb (الإنجليزية)
- إريك بوغوسيان على موقع ألو سيني (الفرنسية)
- إريك بوغوسيان على موقع ميوزك برينز (الإنجليزية)
- إريك بوغوسيان على موقع أول موفي (الإنجليزية)
- إريك بوغوسيان على موقع قاعدة بيانات برودواي على الإنترنت (الإنجليزية)
- إريك بوغوسيان على موقع قاعدة بيانات الأفلام السويدية (السويدية)
- إريك بوغوسيان على موقع إن إن دي بي (الإنجليزية)
- إريك بوغوسيان على موقع ديسكوغز (الإنجليزية)
- إريك بوغوسيان على موقع قاعدة بيانات الفيلم (الإنجليزية)
- إريك بوغوسيان على موقع كينوبويسك (الروسية)